# Chrysiptera bleekeri
Chrysiptera bleekeri là một loài cá biển thuộc chi Chrysiptera trong họ Cá thia. Loài này được mô tả lần đầu tiên vào năm 1928.

## Từ nguyên
Từ định danh bleekeri được đặt theo tên của Pieter Bleeker, nhà ngư học người Hà Lan.

## Phạm vi phân bố và môi trường sống
C. bleekeri được ghi nhận tại Philippines, cũng như đảo Timor và đảo Flores, Indonesia. C. bleekeri sống tập trung gần các rạn viền bờ ở độ sâu đến ít nhất là 35 m.

## Mô tả
Chiều dài lớn nhất được ghi nhận ở C. bleekeri là 8 cm. Loài này có màu xanh lam thẫm, từ mõm ngược ra sau lưng có màu vàng. Trừ vây lưng màu vàng, các vây còn lại màu xanh như thân.
C. bleekeri có kiểu hình rất giống với Chrysiptera flavipinnis, nhưng vây đuôi và vây hậu môn của C. flavipinnis lại là màu vàng.
Số gai ở vây lưng: 13; Số tia vây ở vây lưng: 13–14; Số gai ở vây hậu môn: 2; Số tia vây ở vây hậu môn: 13; Số gai ở vây bụng: 1; Số tia vây ở vây bụng: 5.

## Sinh thái học
Thức ăn của C. bleekeri chủ yếu là động vật phù du. C. bleekeri sống đơn độc hoặc theo cặp, thường bơi không xa nơi trú ẩn của chúng. Cá đực có tập tính bảo vệ và chăm sóc trứng; trứng có độ dính và bám chặt vào nền tổ.